# Bifid-rejtjel
A klasszikus kriptográfiában a bifid-rejtjel egy olyan rejtjel, amely a Polübiosz-négyzetet transzpozícióval kombinálja, és tördelést használ a diffúzió elérésére. Félix Delastelle találta fel 1901 körül.

## Működése
Először fel kell rajzolni egy kevert (a példa kedvéért angol) ábécés Polübiosz-négyzetet (I=J):
```
  1 2 3 4 5
1 B G W K Z
2 Q P N D S
3 I O A X E
4 F C L U M
5 T H Y V R
```

Az üzenetet ("Meneküljetek!") ezután a megszokott módon koordinátáira konvertáljuk, amelyeket függőlegesen egymás alá írunk:
```
M E N E K U L J E T E K
4 3 2 3 1 4 4 3 3 5 3 1
5 5 3 5 4 4 3 1 5 1 5 4
```

Ezt követően sorban felírjuk a koordinátákat:
```
4 3 2 3 1 4 4 3 3 5 3 1 5 5 3 5 4 4 3 1 5 1 5 4
```

Újra párba állítjuk őket, majd a megfelelő koordinátájú betűt rendeljük az egyes párokhoz:
```
43 23 14 43 35 31 55 35 44 31 51 54
L  N  K  L  E  I  R  E  U  I  T  V
```

Így minden kódolt karakter két eredeti karaktertől függ, tehát a bifid egy digrafikus rejtjel, akárcsak a Playfair-rejtjel. A dekódoláshoz ezt az eljárást egyszerűen meg kell fordítani.
A hosszabb üzeneteket általában p hosszúságú tömbökre osztják, amelyeket periódusnak neveznek. Mindegyik tömböt külön kódolják. A periódusok hosszát a betűpárokra vonatkozó gyakoriságanalízissel lehet kideríteni. A betűpárokat ugyanis a kódolás betűpárokká alakítja, amelyek távolsága p/2 páros és p páratlan hosszú periódusok esetén. Mivel a párok eloszlása a betűkénél kisebb eltérésű, a gyakoriságanalízishez elég hosszú szövegre van szükség, méghozzá a periódustól függő mértékben. Ez alapján a páratlan periódusok sokkal biztonságosabbak, mint a párosak.